# A–01 Famadár
Az A–01 Famadár magyar ultrakönnyű repülőgép, melyet az Aerofa épített az 1980-as évek közepén.
A faépítésű gépet a negatív lépcsőzöttségű kétfedelű szárny kipróbálására tervezték Kovács Gyula vezetésével, majd építették meg a budapesti Gyáli úton működött Aerofa cégnél, amelyet a Fővárosi Faipari és Kiállításkivitelező Vállalat üzemegységeként hoztak létre faszerkezetű repülőgépek gyártására. 1986-ban repült először HA-XAD lajstromjellel, Matuz István berepülőpilótával a fedélzetén. A gépet a nyilvánosság előtt először az 1989. júniusi budaörsi repülőnapon mutatták be. A géppel szerzett tapasztalatokat később a GAK–22 Dinónál hasznosították. A gépbe egy Rotax 503/2V típusú kéthengeres motort építettek.
A Famadár később a Közlekedési Múzeum Repüléstörténeti Kiállításának gyűjteményébe került.

## Műszaki adatok

### Geometriai méretek és tömegadatok
- Fesztáv: 8,0 m
- Hossz: 5,55 m
- Magasság: 2,1 m
- Szárnyfelület: 15,0 m²
- Üres tömeg: 150 kg
- Felszálló tömeg: 370 kg

### Motor
- Motorok száma: 1 db
- Típusa: Rotax 503/2 típusú, kéthengeres, léghűtéses, kétütemű benzinüzemű boxermotor
- Maximális (felszálló) teljesítmény: 32 kW (46 LE)

### Repülési jellemzők
- Maximális sebesség: 140 km/h
- Utazó sebesség: 110 km/h
- Szárny felületi terhelése: 24,4 kg/m²
- Repülési távolság:
  - két személlyel, 27 l üzemanyaggal: 210 km
  - egy személlyel, 140 l üzemanyaggal: 1100 km
- Felszállási úthossz: 110 m